# Арсенид празеодима
Арсенид празеодима — бинарное неорганическое соединение
празеодима и мышьяка
с формулой PrAs,
кристаллы.

## Получение
- Сплавление стехиометрических количеств чистых веществ:

{\displaystyle {\mathsf {Pr+As\ {\xrightarrow {T}}\ PrAs}}}

## Физические свойства
Арсенид празеодима образует кристаллы
кубической сингонии,
пространственная группа F m3m,
параметры ячейки a = 0,6009 нм, Z = 4,
структура типа хлорида натрия NaCl
.
При нагревании разлагается на мышьяк и триарсенид тетрапразеодима.
При давлении 27 ГПа происходит фазовый переход в тетрагональную сингонию.